# 1865 en philosophie
Chronologie de la philosophie
- 1861
- 1862
- 1863
- 1864
- 1865
- 1866
- 1867
- 1868
- 1869

L’année 1865 a été marquée, en philosophie, par les événements suivants :

## Publications
- Philosophie occulte. Seconde série : la Science des esprits d'Éliphas Lévi.
- Philosophie de l'art d'Hippolyte Taine.

## Naissances
- 1er novembre : Arthur Drews, philosophe allemand, mort en 1935 à 69 ans.

## Décès
- 19 janvier : Pierre-Joseph Proudhon, philosophe français, né en 1809.
- 16 avril : Jean Saphary, philosophe français, né en 1797.
- 16 novembre : Gaetano Sanseverino, philosophe et théologien italien, né en 1811.
- 22 décembre : Michał Wiszniewski, philosophe et psychologue polonais, né en 1794.